# Атлас (ткань)

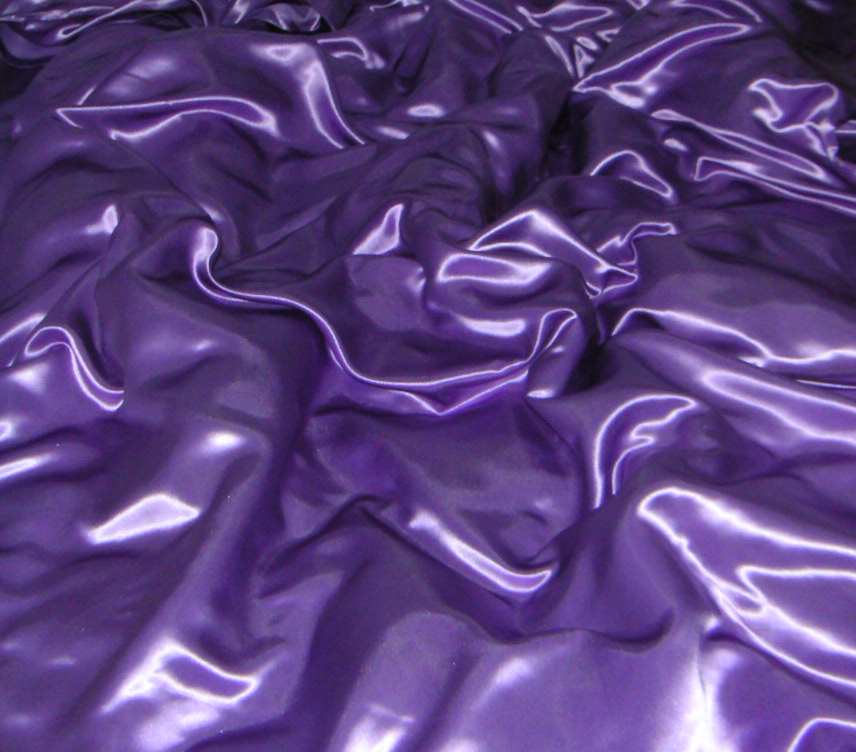
Атлас

Атла́с (араб., дословно — «гладкий») — плотная шёлковая или полушёлковая ткань атласного переплетения с гладкой блестящей лицевой поверхностью. При атласном переплетении уто́к выходит на лицевую поверхность через пять и более нитей основы. Этим достигается особая гладкость ткани. Атласы могут быть как гладкими, так и узорчатыми.
Ткань выполняется на восьми ремизках. В полушёлковых атласах вводится шерстяной, льняной или хлопчатобумажный уток.
Атлас применяется для пошива одежды (например, смокингов) и обуви (в том числе пуантов), отделки праздничных церковных облачений, изготовления драпировок, обивки мебели, изготовления флагов и другого.
В Московском государстве атлас — шёлковая, глянцевитая, гладкая ткань. Атласы делились на::
- Виницейские — привезённые из Венеции.
- Кизыльбашские — привезённые из Персии или Турции.
- Немецкие — привезённые «из немец» (Германии). Цвета атласов были: синий и серый с изображениями, зелёный в цветах, с звериною охотою и с цветами по серебряному полю, а также просто белый, синий, жёлтый, серый, красный и коричневый.

В XVI-XVII веках атласные ткани поступали в Россию из Ирана, в XVIII — начале XX века производились на русских мануфактурах и фабриках. В крестьянском костюме XVIII — первой четверти XX века ткань не получила большого распространения.

## Галерея

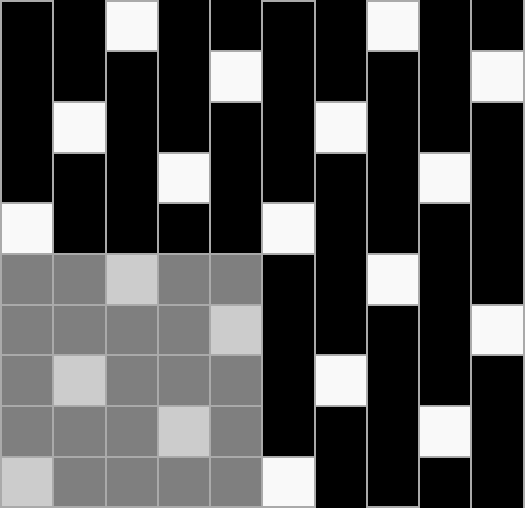
Схема атласного переплетения 5/2
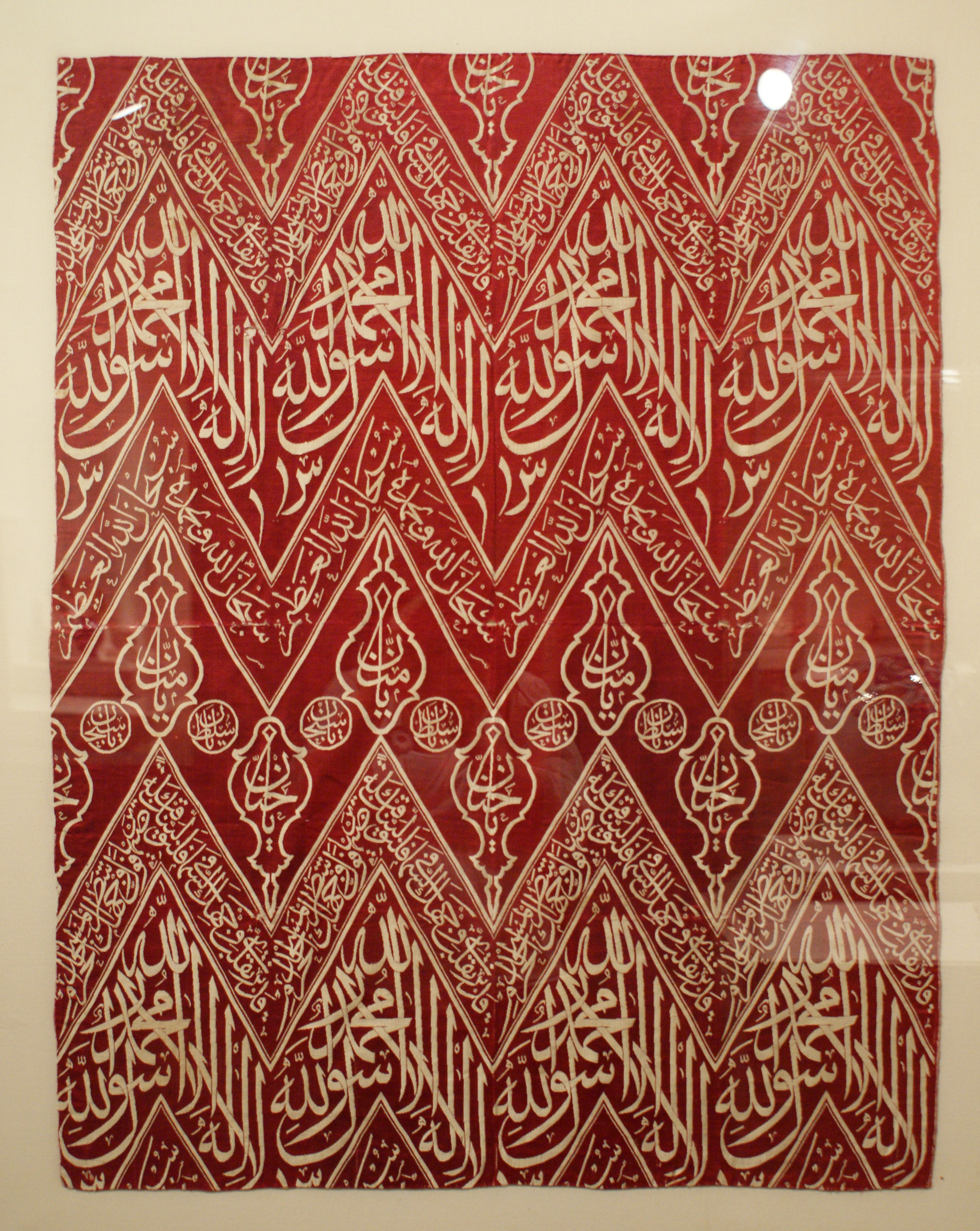
Атласная ткань XVII века с каллиграфической надписью из коллекции Бруклинского музея
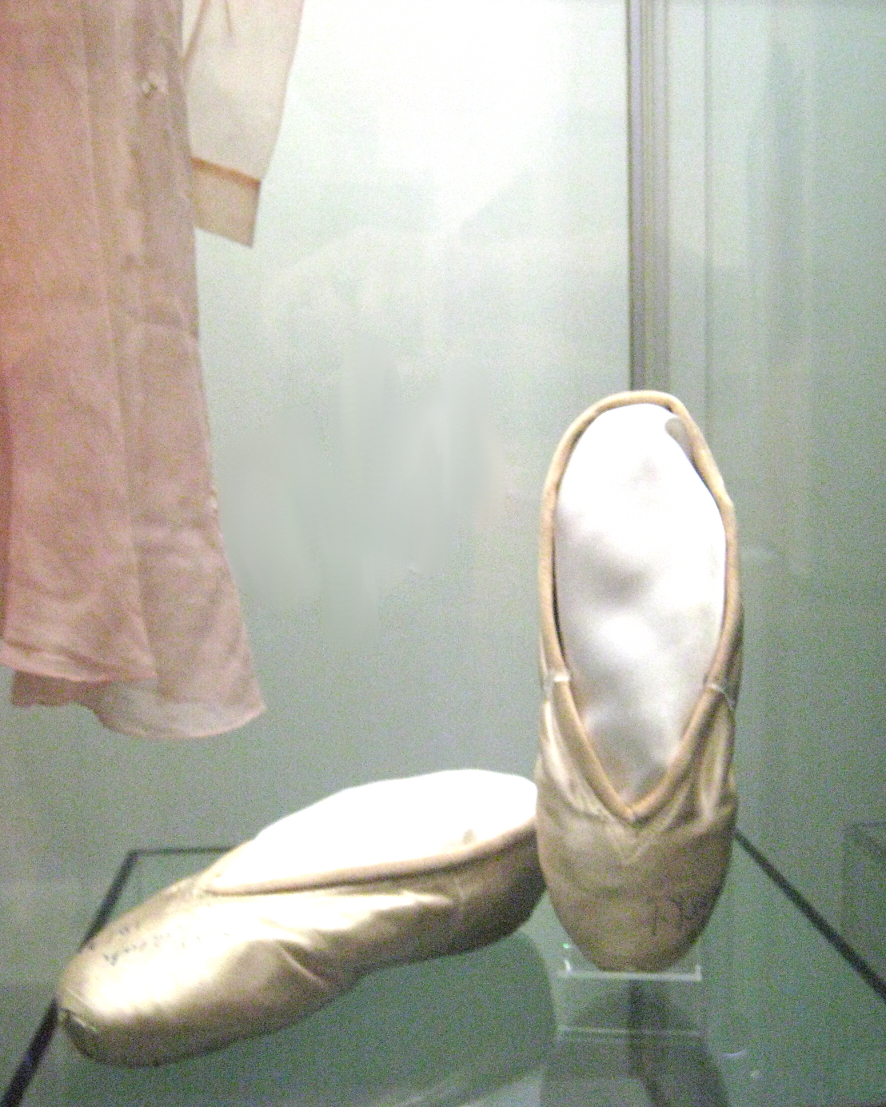
Атласные пуанты Галины Улановой к роли Джульетты из балета С. С. Прокофьева «Ромео и Джульетта» (1958) из музея Большого театра